# Nina Georgievna Romanova
Principessa Nina Georgievna Romanova, (in russo: Романова, Нина Георгиевна) (San Pietroburgo, 20 giugno 1901 – Hyannis, 27 febbraio 1974), era la figlia maggiore di Georgij Michajlovič Romanov e della principessa Maria di Grecia, che prese il nome di Maria Georgievna.

## Biografia

### Infanzia
Nina nacque a Michajlovskoe, il palazzo del nonno paterno, il granduca Michail Nikolaievič di Russia. Attraverso suo padre, che era un membro della famiglia Romanov, era una principessa di sangue imperiale come pronipote dello zar Nicola I di Russia. Attraverso sua madre, era una principessa di Grecia e Danimarca come pronipote di Cristiano IX di Danimarca e imparentata ad altri membri di molte famiglie reali europee.
Nel 1905, la famiglia si trasferì in un piccolo palazzo di recente costruzione, in Crimea. Costruito in stile inglese, gli diedero un nome greco, "Harax". Per nove anni la famiglia condusse una vita tranquilla. Era una compagna di giochi del futuro zar Nicola II, insieme alla sorella, quando erano nella capitale.
Il matrimonio dei suoi genitori era infelice. Il granduca Georgij era un padre devoto, e le due sorelle erano molto attaccate a lui, ma alla granduchessa Maria Georgievna non era mai piaciuta la Russia e alla fine si allontanò dal marito. Nel mese di giugno 1914, Maria portò le figlie in Inghilterra con il pretesto di migliorare la loro salute; in realtà, voleva separarsi dal marito. Quando la guerra scoppiò un mese dopo il suo arrivo, la granduchessa non ebbe fretta di tornare in Russia, giudicando troppo pericoloso tentare un ritorno. Nina e sua sorella non rividero più il padre. Fu ucciso durante la rivoluzione russa. Imprigionato dai bolscevichi, venne fucilato da un plotone di esecuzione, insieme ad altri parenti Romanov nel gennaio 1919. Durante gli anni turbolenti della prima guerra mondiale e la rivoluzione russa, Nina rimase vivere in sicurezza a Londra con la madre e la sorella.

## Matrimonio
Sposò, il 3 settembre 1922 a Londra, il principe Pavel Čavčavadze (1899–1971). Pavel era un membro della nobiltà georgiana e un discendente diretto di Giorgio XII di Georgia. Si erano incontrati la prima volta da bambini, a una festa presso l'ambasciata britannica a Roma nel 1908. Quando si rincontrarono il mondo che conoscevano era cambiato radicalmente, con il crollo del sistema feudale in Russia, l'ascesa dei bolscevichi e l'annessione della Georgia da parte dell'Unione Sovietica. La maggior parte delle loro ricchezze nobiliari erano state perse nella rivoluzione. Il principe Pavel, il quale aveva similmente perduto il padre per mano dei bolscevichi, servì nel servizio militare nei due continenti. La coppia ebbe un figlio, il principe David Čavčavadze (20 maggio 1924-5 ottobre 2014).

## Morte
Nel 1927, la principessa si trasferisce con la sua famiglia a New York. Nel 1939 si trasferirono a Wellfleet. La principessa era un'artista mentre il marito era uno scrittore. Il loro figlio, in parte grazie alla sua conoscenza del russo, alla fine è diventato un ufficiale della CIA. Il marito della principessa Nina morì nel 1971, lei gli sopravvisse solo per un paio di anni. Morì nei pressi di Hyannis, il 27 febbraio 1974.

## Ascendenza
|                                  |                               |                                                                    | Genitori                              |  |  | Nonni |  |  | Bisnonni              |  |  | Trisnonni             |  |
|                                  |                               |                                                                    |                                       |  |  |       |  |  | 8. Nicola I di Russia |  |  | 16. Paolo I di Russia |  |
|                                  |                               |                                                                    |                                       |  |  |       |  |  | 8. Nicola I di Russia |  |  | 16. Paolo I di Russia |  |
|                                  |                               | 17. Sofia Dorotea di Württemberg                                   |                                       |  |  |       |  |  | 8. Nicola I di Russia |  |  |                       |  |
| 4. Michail Nikolaevič Romanov    |                               |                                                                    |                                       |  |  |       |  |  | 8. Nicola I di Russia |  |  |                       |  |
|                                  |                               | 9. Carlotta di Prussia                                             | 18. Federico Guglielmo III di Prussia |  |  |       |  |  |                       |  |  |                       |  |
|                                  |                               | 9. Carlotta di Prussia                                             | 18. Federico Guglielmo III di Prussia |  |  |       |  |  |                       |  |  |                       |  |
|                                  |                               | 9. Carlotta di Prussia                                             | 19. Luisa di Meclemburgo-Strelitz     |  |  |       |  |  |                       |  |  |                       |  |
| 2. Georgij Michajlovič Romanov   |                               | 9. Carlotta di Prussia                                             |                                       |  |  |       |  |  |                       |  |  |                       |  |
|                                  |                               | 10. Leopoldo di Baden                                              | 20. Carlo Federico di Baden           |  |  |       |  |  |                       |  |  |                       |  |
|                                  |                               | 10. Leopoldo di Baden                                              | 20. Carlo Federico di Baden           |  |  |       |  |  |                       |  |  |                       |  |
|                                  |                               | 10. Leopoldo di Baden                                              | 21. Luisa Carolina di Hochberg        |  |  |       |  |  |                       |  |  |                       |  |
| 5. Cecilia di Baden              |                               | 10. Leopoldo di Baden                                              |                                       |  |  |       |  |  |                       |  |  |                       |  |
|                                  |                               | 11. Sofia Guglielmina di Svezia                                    | 22. Gustavo IV Adolfo di Svezia       |  |  |       |  |  |                       |  |  |                       |  |
|                                  |                               | 11. Sofia Guglielmina di Svezia                                    | 22. Gustavo IV Adolfo di Svezia       |  |  |       |  |  |                       |  |  |                       |  |
|                                  |                               | 11. Sofia Guglielmina di Svezia                                    | 23. Federica di Baden                 |  |  |       |  |  |                       |  |  |                       |  |
| 1. Nina Georgievna Romanova      |                               | 11. Sofia Guglielmina di Svezia                                    |                                       |  |  |       |  |  |                       |  |  |                       |  |
|                                  | 12. Cristiano IX di Danimarca | 24. Federico Guglielmo di Schleswig-Holstein-Sonderburg-Glücksburg |                                       |  |  |       |  |  |                       |  |  |                       |  |
|                                  | 12. Cristiano IX di Danimarca | 24. Federico Guglielmo di Schleswig-Holstein-Sonderburg-Glücksburg |                                       |  |  |       |  |  |                       |  |  |                       |  |
|                                  | 12. Cristiano IX di Danimarca | 25. Luisa Carolina d'Assia-Kassel                                  |                                       |  |  |       |  |  |                       |  |  |                       |  |
| 6. Giorgio I di Grecia           | 12. Cristiano IX di Danimarca |                                                                    |                                       |  |  |       |  |  |                       |  |  |                       |  |
|                                  |                               | 13. Luisa d'Assia-Kassel                                           | 26. Guglielmo d'Assia-Kassel          |  |  |       |  |  |                       |  |  |                       |  |
|                                  |                               | 13. Luisa d'Assia-Kassel                                           | 26. Guglielmo d'Assia-Kassel          |  |  |       |  |  |                       |  |  |                       |  |
|                                  |                               | 13. Luisa d'Assia-Kassel                                           | 27. Luisa Carlotta di Danimarca       |  |  |       |  |  |                       |  |  |                       |  |
| 3. Maria di Grecia               |                               | 13. Luisa d'Assia-Kassel                                           |                                       |  |  |       |  |  |                       |  |  |                       |  |
|                                  |                               | 14. Konstantin Nikolaevič Romanov                                  | 28. Nicola I di Russia (= 8)          |  |  |       |  |  |                       |  |  |                       |  |
|                                  |                               | 14. Konstantin Nikolaevič Romanov                                  | 28. Nicola I di Russia (= 8)          |  |  |       |  |  |                       |  |  |                       |  |
|                                  |                               | 14. Konstantin Nikolaevič Romanov                                  | 29. Carlotta di Prussia (= 9)         |  |  |       |  |  |                       |  |  |                       |  |
| 7. Ol'ga Konstantinovna Romanova |                               | 14. Konstantin Nikolaevič Romanov                                  |                                       |  |  |       |  |  |                       |  |  |                       |  |
|                                  |                               | 15. Alessandra di Sassonia-Altenburg                               | 30. Giuseppe di Sassonia-Altenburg    |  |  |       |  |  |                       |  |  |                       |  |
|                                  |                               | 15. Alessandra di Sassonia-Altenburg                               | 30. Giuseppe di Sassonia-Altenburg    |  |  |       |  |  |                       |  |  |                       |  |
|                                  |                               | 15. Alessandra di Sassonia-Altenburg                               | 31. Amalia di Württemberg             |  |  |       |  |  |                       |  |  |                       |  |
|                                  |                               | 15. Alessandra di Sassonia-Altenburg                               |                                       |  |  |       |  |  |                       |  |  |                       |  |